# Szimon Garidi
Szimon Garidi (hebr.: שמעון גרידי, ang.: Shimon Garidi, ur. 1 grudnia 1912 w Zamarze, zm. 16 stycznia 2003) – izraelski polityk, w latach 1951–1955 poseł do Knesetu.
W wyborach parlamentarnych w 1951 po raz pierwszy i jedyny dostał się do izraelskiego parlamentu jako jedyny poseł z listy Związku Jemeńskiego. W trakcie kadencji dołączył do Ogólnych Syjonistów, by pod jej koniec znów stworzyć osobną frakcję poselską.